# Mount Mill
Mount Mill är ett berg i Antarktis. Det ligger i Västantarktis. Argentina, Chile och Storbritannien gör anspråk på området. Toppen på Mount Mill är 735 meter över havet, eller 541 meter över den omgivande terrängen. Bredden vid basen är 1,6 km.
Terrängen runt Mount Mill är huvudsakligen kuperad, men västerut är den platt. Havet är nära Mill västerut. Trakten är glest befolkad. Närmaste befolkade plats är Vernadsky Station, 9,6 kilometer väster om Mount Mill.